# Reidar Goa
Reidar Goa (Stavanger, 1942. április 8. – Randaberg, 2018. szeptember 8.) válogatott norvég labdarúgó, hátvéd.

## Pályafutása
A Randaberg IL csapatában kezdte a labdarúgást. 1966 és 1977 között a Viking labdarúgója volt, ahol négy bajnoki címet szerzett a csapattal. 1970 és 1975 között négy alkalommal szerepelt a norvég válogatottban.

## Sikerei, díjai
Viking FK
- Norvég bajnokság
  - bajnok (4): 1972, 1973, 1974, 1975